# 슈퍼맨 (1978년 영화)
《슈퍼맨(Superman)》은 같은 이름의 DC 코믹스의 만화를 원작으로 해 1978년에 제작된 영화이다. 크리스토퍼 리브가 슈퍼맨으로, 말론 브란도가 슈퍼맨의 아버지 조 엘로 나온다. 그 외에 로이스 레인 역의 마곳 키더 등이 출연하였다. 아카데미 특수효과상을 받았으며, 편집상, 음악상, 효과음향상 등에 후보로 올라갔다.
이후 《슈퍼맨 2》(1980), 《슈퍼맨 3》(1983), 《슈퍼맨 4》(1987)가 개봉했다. TV 시리즈도 있으며, 이에 관련하여 1984년에는 《슈퍼걸》이라는 영화도 나왔다.

## 줄거리 요약
크립톤 행성에서 조엘은 제너럴 조드와 다른 범죄자들을 팬텀 존에 보낸다. 그러나 조엘이 행성이 파괴될 것이라는 경고를 했음에도 불구하고, 고위 위원회는 그의 경고를 무시한다. 크립톤이 파괴되기 직전, 조엘과 그의 아내 라라는 아들 칼엘을 지구로 보내기로 결심한다. 칼엘은 캔자스에서 조나단과 마사 켄트 부부에 의해 발견되어 클라크라는 이름으로 성장하게 된다. 자신의 능력을 감추며 자란 클라크는, 아버지 조나단이 자신에게 특별한 목적이 있다고 믿고 있다는 것을 알게 된다.
조나단이 갑자기 세상을 떠난 후, 클라크는 신비로운 초록색 수정의 부름을 받아 북극으로 향하고, 그곳에서 고독의 요새를 발견하게 된다. 요새 안에서 조엘의 홀로그램은 그의 기원을 설명하며, 클라크를 훈련시킨다. 클라크는 파란색과 빨간색의 코스튬을 입고 ‘슈퍼맨’이라는 정체성을 갖게 된 뒤 메트로폴리스로 가서 데일리 플래닛 신문사에서 기자로 일하기 시작한다. 그곳에서 로이스 레인에게 사랑을 느끼고, 그녀를 구함으로써 영웅으로서의 명성을 얻게 된다.
한편, 범죄 천재 렉스 루터는 미사일 테스트 계획을 세워 미국 서부 해안을 파괴하기 위해 미사일을 다시 조종한다. 렉스는 슈퍼맨을 크립토나이트로 무력화시킨 뒤 덫에 가둔다. 하지만 렉스의 동료 이브 테슈마허는 자신의 어머니를 걱정하여 슈퍼맨을 풀어준다. 슈퍼맨은 동쪽으로 향한 미사일을 막지만, 서쪽으로 향한 미사일은 막지 못하고 캘리포니아에서 지진이 발생하게 된다. 그 과정에서 로이스가 목숨을 잃게 되자 깊이 상심한 슈퍼맨은 시간을 되돌려 그녀를 구한다. 마지막으로 렉스와 그의 부하를 정의의 심판에 넘기고, 평온하게 떠오르는 태양을 바라보며 날아간다.

## 배역
- 크리스토퍼 리브 - 클라크 켄트 / 칼 엘 / 슈퍼맨
- 말런 브랜도 - 조 엘
- 진 해크먼 - 렉스 루터
- 마고 키더 - 로이스 레인
- 네드 비티 - 오티스
- 재키 쿠퍼 - 페리 화이트
- 글렌 포드 - 조너선 켄트
- 필리스 새스터 - 마샤 켄트
- 트레버 하워드 - 첫 번째 엘더
- 잭 오할로런 - 넌
- 밸러리 페린 - 이브 테스마커
- 마리아 셸 - 본드-아
- 테런스 스탬프 - 조드 장군
- 수재나 요크 - 라라